# Марк Карни
Марк Џозеф Карни (енгл. Mark Joseph Carney; Форт Смит, 16. март 1965) канадски је економиста и политичар. Тренутно је на позицији премијера Канаде и лидера Либералне партије Канаде од марта 2025. године. Претходно је био гувернер Банке Канаде од 2008. до 2013. и гувернер Банке Енглеске од 2013. до 2020. године.

## Биографија
Карни је рођен у Форт Смиту, у Северозападним Територијама, а одрастао је у Едмонтону, у Алберти. Дипломирао је економију на Универзитету Харвард 1988, а потом наставио студије на Универзитету Оксфорд, где је 1993. стекао мастер диплому, а 1995. докторску титулу.
Радио је на различитим позицијама у компанији Goldman Sachs пре него што се 2003. придружио Банци Канаде као заменик гувернера. Године 2004. именован је за вишег помоћника заменика министра у Министарству финансија Канаде. Године 2007. постао је гувернер Банке Канаде, где је био задужен за монетарну политику земље током глобалне финансијске кризе. Водио је канадску централну банку до 2013, када је постављен за гувернера Банке Енглеске, где је управљао реакцијом британске централне банке на Брегзит и рану фазу пандемије ковида 19.
Након одласка из централног банкарства, Карни је био председник и шеф одељења за улагања с утицајем у компанији Brookfield Asset Management, као и председник управног одбора компаније Bloomberg L.P. Такође је именован за специјалног изасланика Уједињених нација за климатске акције и финансије. Током пандемије ковида 19, радио је као саветник канадског премијера Џастина Трудоа и постао председник радне групе Либералне партије за економски раст. Почетком 2025. објавио је своју кандидатуру за лидерску позицију Либералне партије Канаде и у марту однео убедљиву победу.

## Спољашне везе
- Биографија на - Bank of England